# Eulophus cyanescens
Eulophus cyanescens är en stekelart som beskrevs av Boucek 1959. Eulophus cyanescens ingår i släktet Eulophus och familjen finglanssteklar.
Artens utbredningsområde är:
- Tjeckien.
- Slovakien.
- Tyskland.
- Sverige.
- Taiwan.
- Moldavien.
- Kroatien.

Arten är reproducerande i Sverige. Inga underarter finns listade i Catalogue of Life.